# ۱۹۵۶ در ترکیه
۱۹۵۶ در ترکیه (انگلیسی: 1956 in Turkey)